# 冈呼亚格·希列格丹巴
冈呼亚格·希列格丹巴（？—）蒙古族，籍贯不详，蒙古国政治人物。

## 生平
希列格丹巴在2007年前后正在担任蒙古国交通运输和旅游部副部长。2007年12月，希列格丹巴出任蒙古国自然环境部部长，接替依钦霍尔洛·额尔登巴特尔（Ichinkhorloogiin Erdenebaatar，2006年1月至2007年12月在任）。2008年1月，希列格丹巴作为蒙古国自然环境部部长在乌兰巴托参加了中国内蒙古自治区文化节。同年4月，他作为自然环境部部长访问法国。